# Шервудський ліс

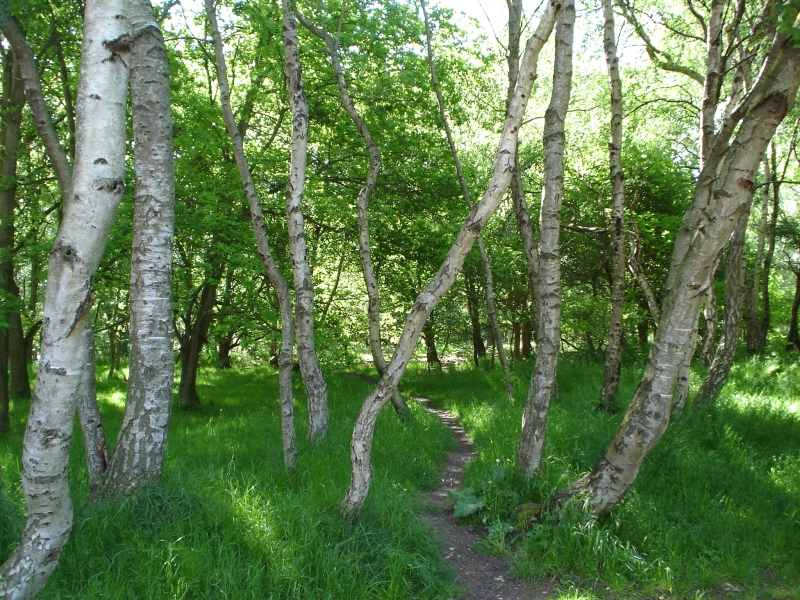
Шервудський ліс

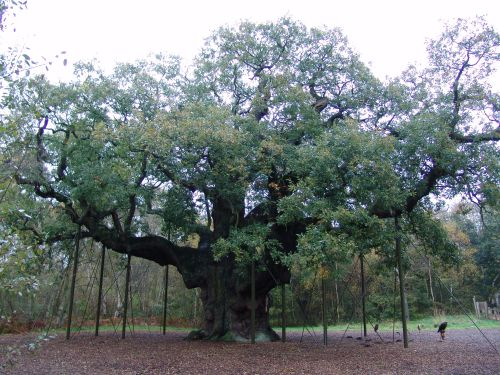
Дуб-майор у грудні

53°12′16″ пн. ш. 1°04′22″ зх. д. / 53.204469444444° пн. ш. 1.0727611111111° зх. д.
Ше́рвудський ліс (англ. Sherwood Forest) — лісово-паркова зона, розташована поблизу села Едвінстоу в графстві Ноттінгемшир, Англія, що є залишком набагато більшого лісу, історично пов'язаного з легендами про Робін Гуда.

## Короткий опис
У Шервудському лісі росте дуб-довгожитель, що його також називають Дуб-майор (англ. Major Oak), який, за місцевим фольклором, був штаб-квартирою Робін Гуда. Своє друге ім'я він отримав після того, як 1790 року майор Рук Гейман описав дерево у своїй книзі про найдавніші дуби Шервуда. Вік Дуба-майора оцінюється від 800 до 1000 років. З часу Вікторіанської епохи його масивні сучки частково підтримувалися особливою системою риштувань. У лютому 1998 р. одна місцева компанія зробила кілька зрізів з цього дерева та почала вирощувати клони з наміром посилати отримані саджанці для висадки у великі міста світу.
У Шервудському лісі також розташована одна з найбільших у Великій Британії груп так званих рекреаційних сіл, що належать компанії «Center Parcs».
2005 року в Шервудському лісі було виявлено три камені. Історики вважають, що в середньовіччі на цьому місці, позначеному трьома каменями, збиралися на раду вікінги. Раніше ці камені, можливо, позначали кордон між англосаксонськими королівствами Мерсією та Нортумбрією. Крім того, є підстави вважати, що там розташоване поховання бронзової доби.
Шервудський ліс відвідують близько 500 000 туристів за рік. Щороку тут проводять фестивалі Робін Гуда, покликані відтворити середньовічну атмосферу цих місць.
Існує кілька вебсайтів, на яких можна придбати насіння берези з Шервудського лісу.